# Las Leñas
Las Leñas es uno de los centros de esquí y de snowboard más importantes de Argentina y América. Se encuentra ubicado en el valle homónimo al sur de la provincia de Mendoza en el noroeste del departamento Malargüe, y en el interior de la cordillera de los Andes. 
El núcleo de este valle apto todo el año para deportes nivales se ubica en las coordenadas: 35°09′S 70°06′O / -35.150, -70.100.

## Fisiografía

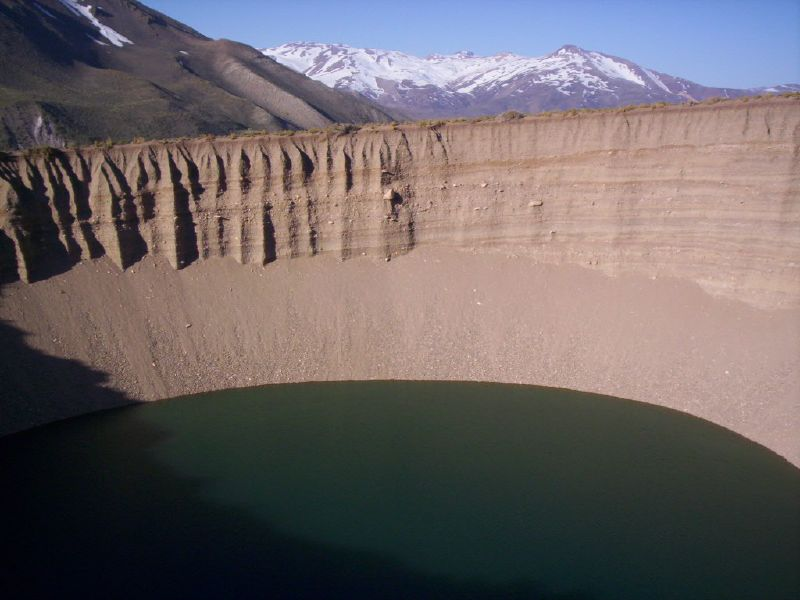
Vista del Pozo de las Ánimas.

El valle es elevado y aun así forma espectaculares paisajes, como los de un gigantesco anfiteatro nevado durante gran parte de cada año, al estar rodeado por mucho más elevadas cumbres que superan los 4000 m s. n. m., en este valle tiene sus vertientes el río Salado de Malargüe afluente por un brazo del río Atuel y por otro de la cuenca endorreica que forma la laguna Llancanelo. Se accede al centro de esquí por la ruta provincial RP 222 tras un desvío de unos 60 km al oeste de la célebre RN 40, tal desvío pasa por sitios de gran atracción paisajística como la Laguna de La Niña Encantada y el Pozo de las Ánimas, inmediatamente al oeste del Valle de Las Leñas se encuentra un valle aún más elevado y menos accesible: el Valle Hermoso en donde se encuentran las nacientes del río Grande conocido aquí como Tordillo, y las termas de Valle Hermoso y del Sosneado.

## El centro de esquí
- Posee 14 medios de elevación, que permiten acceder a 29 pistas de esquí y snowboard clasificadas en principiantes, intermedios, avanzadas y expertos.
- El dominio esquiable es de unos 65 km.
- Posee el descenso ininterrumpido más largo del país, con 7050 m conectando las pistas Apolo, Neptuno y Venus.
- Existe un "Terrain Park" de 1500 m con saltos, peraltes y barandas, un lugar elegido por snowboarders aunque no siempre es posible su habilitación.
- Esquí nocturno: solo Eros 1 y hasta las 7 de la tarde su que (un total de 2 km) son iluminadas. En las últimas temporadas estuvo deshabilitado la mayoría de los días.
- La base se encuentra a 2222 m s. n. m., y la cumbre a 3430 m, por lo que es el centro de esquí más elevado de Argentina.
- El promedio de precipitación anual de nieve es de 15 cm en la base,  60 cm en la cota intermedia y 2 m en la cumbre.
- Fabricación de nieve: 30 cañones a lo largo de toda la montaña.[2] existe un grupo de riders creados y criados en el valle nombrados como #TeamExtreme

## Esquí adaptado
Valle de Las Leñas cuenta con un programa que ofrece clases seguras dictadas por profesores altamente capacitados en técnicas de adaptación al Esquí Andino.
Las diferentes técnicas que se ofrecen son: 
• Discapacidades cognitivas y del desarrollo 
• Tres huellas
• Cuatro huellas 
• Mono-esquí
• Bi-esquí
• No vidente

## Historia

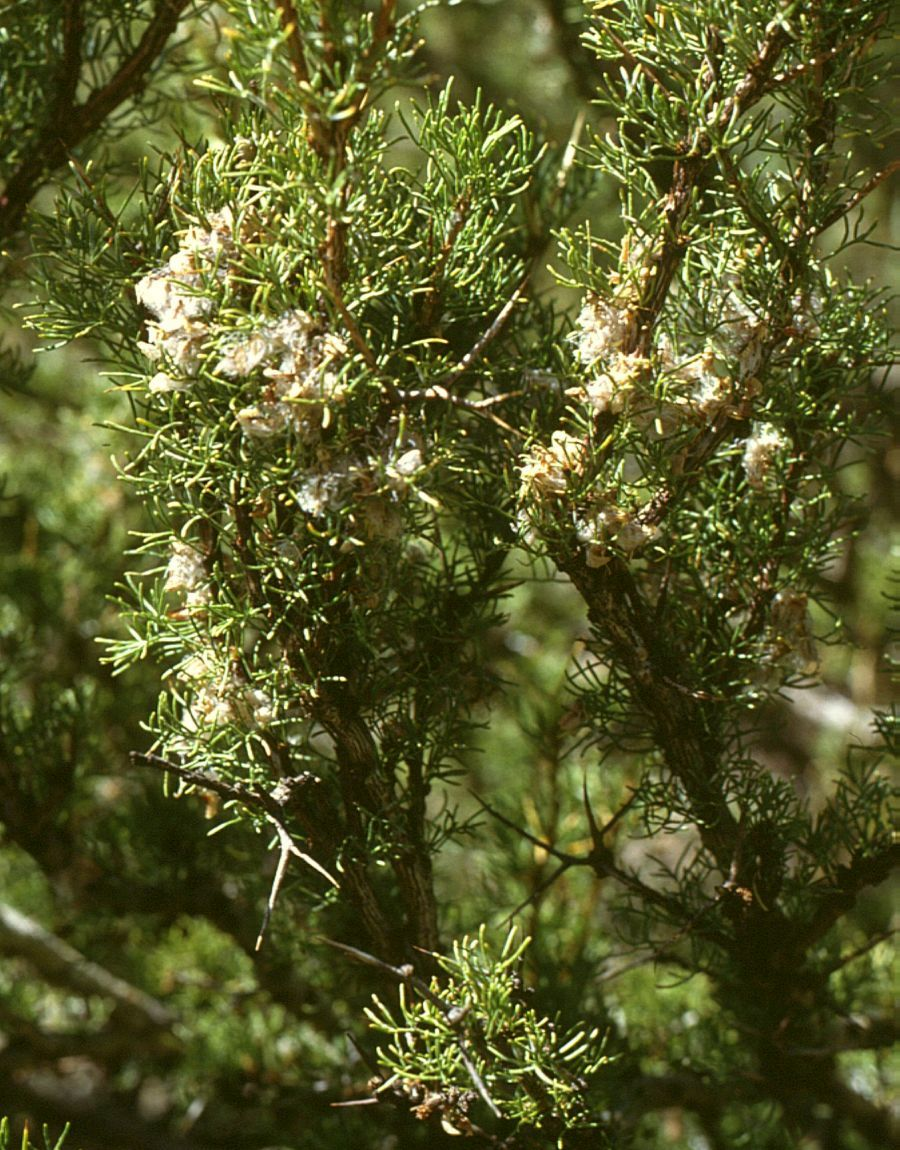
Adesmia pinifolia en la provincia de Mendoza.

En 1860 el botánico Peregrino Strobell en su ruta de investigación científica llega por primera vez al valle ubicado al pie del Cerro Torrecillas; para designarle un nombre a este, eligió la especie Adesmia pinifolia  al que lo nombraban Coli Mamul (leña amarilla).
Durante muchos años la idea de crear un centro de esquí se mantuvo vigente, pero no fue hasta el 20 de enero de 1983 cuando de la mano de los arquitectos Schettini - Tornesse el proyecto comienza a concretarse. Luego de varios estudios científicos, se concluyó que la zona era ideal para la práctica de deportes de invierno y que su microclima libre de precipitaciones abundantes posibilitaba además el desarrollo de actividades turísticas durante el verano y el resto del año. Finalmente después de un arduo trabajo el 16 de julio de 1983 se inaugura el Centro de Ski Las Leñas, ofreciendo estadía en tres hoteles capacitados para albergar cuatrocientas personas conjuntamente. En la actualidad cuenta con un complejo hotelero y gastronómico que brinda 3.074 camas y que goza de gran reconocimiento internacional. 
En su historia Las Leñas ha sido sede de importantes competencias internacionales, así como otras estaciones de esquí y snowboard, no sólo está limitada al deporte amateur y extremo. Durante el 16 y 22 de septiembre de 1990, se convierte en la sede de los únicos Juegos Panamericanos de Invierno realizados hasta el momento. Fue además, una de las sedes del Mundial de Esquí Alpino de 1990 en la categoría mujeres, el 8 y 9 de agosto de 1989, cuyas competencias se realizaron en las 
disciplinas Downhill y Super G.

## Clima
El clima es frío y las precipitaciones en formas de nevadas habituales y frecuentes, con un total de precipitaciones de  nieve de 3 metros anuales aunque solo acumula 50 cm.

## Información turística

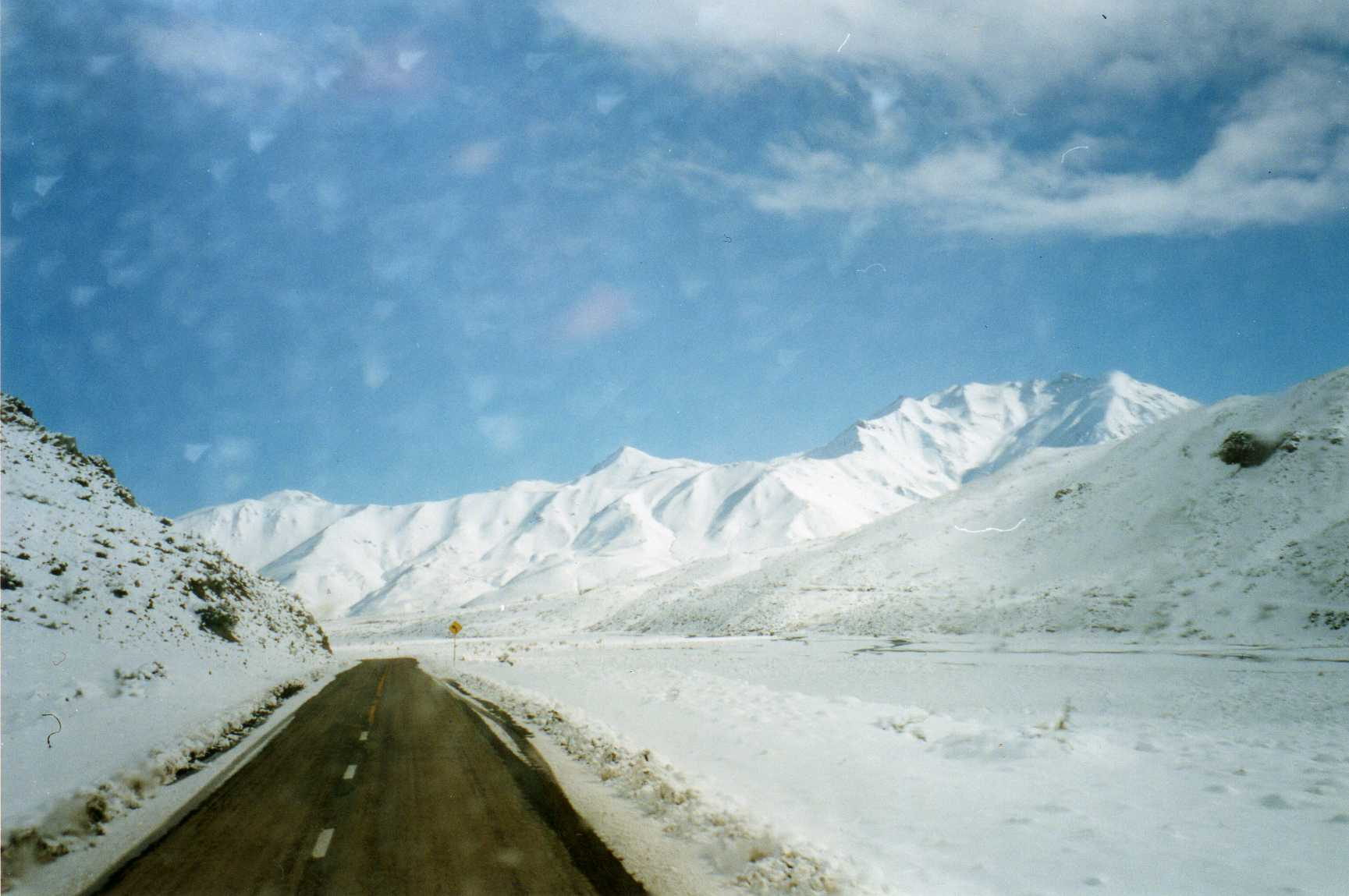
Ruta a Las Leñas, desde San Rafael.

- Se puede llegar por vía terrestre desde Buenos Aires a través de la RN 188, desde Córdoba y Rosario mediante la RN 40, y desde Mendoza por medio de la ruta provincial 222.
- Por vía aérea a través del Aeropuerto Internacional de Malargüe y el Aeropuerto Nacional de San Rafael.

De este modo las formas más interesantes de acceder a Las Leñas son viajando desde la ciudad de San Rafael por la RN 40 hasta encontrase con el río Salado en donde se toma el desvío hacia el oeste siguiendo la ruta provincial 222, el otro acceso parte de la ciudad de Malargüe dirigiéndose hacia el norte por la RN 40 hasta doblar con la ya referida ruta provincial 222 introduciéndose en plena cordillera real andina. 

### Distancias
- 1171 km, Buenos Aires
- 1075 km, Rosario
- 890 km, Córdoba
- 5500 km, San Juan
- 340 km, Mendoza
- 209 km, San Rafael
- 70 km, Malargüe
- 650 km, Santiago de Chile